# Куренин, Александр Дмитриевич
Александр Дмитриевич Куренин (1847—1891) — русский публицист.
Окончил юридический факультет Московского университета. Работал в «Искре» и «Будильнике», вёл земскую и городскую хронику в «Московских ведомостях» Каткова, затем перешёл в «Голос» и «Русские ведомости». С 1882 года был редактором «Будильника». В «Новом времени» вёл «московский фельетон». Член Общества русских драматических писателей и оперных композиторов.